# Слас
Слас — село в Алагирском районе Республики Северная Осетия-Алания. Входит в состав Нарского сельского поселения.

## География
Село расположено на левом берегу реки Зруг, в 0,5 км к юго-западу от центра сельского поселения Нар.

## Население
| 2002 | 2010 | 2021 |
| ---- | ---- | ---- |
| 0    | ↗3   | ↘1   |

## Известные уроженцы
- Цуциев, Борис Александрович (1900—1977) — осетинский учёный.